# Weenhayek
Els weenhayek (també Matako, Mataco - Noctene) són un poble indígena de Bolívia i l'Argentina. La seva llengua és de la família matako-mataguayo. El nom weehnayek vol dir en la seva llengua «els que són diferents». Habiten al departament de Tarija, província de Gran Chaco, municipis de Villamontes i Yacuiba. Són uns 3.100 a Bolívia repartits en 22 comunitats, i uns centenars més a l'Argentina, a la província de Salta.
Els weenhayek habiten el Chaco Boreal, a banda i banda del riu Pilcomayo. Dels pobles caçadors-recol·lectors del Chaco, és el que viu a la part superior d'aquest important riu. El Chaco Boreal es presenta com una immensa planura coberta per boscos: Els sòls són al·luvials i fèrtils, però la falta de pluja no permet l'ascens per sobre dels 400 a 600 mm anuals; tampoc viure de l'agricultura. El riu Pilcomayo és, després del riu Groc de la Xina, el que més sediments porta riu avall. Aquests sediments s'assenten i pugen el llit del riu, que es desvia constantment buscant llits més baixos. Econòmicament, el riu és de principal importància per a tots els pobles que viuen a les seves ribes.

## Història
Certes indumentàries, com el ponxo, o pel que fa a la cria de cabres i ovelles, presumeixen un primerenc contacte dels weenhayek amb pobles de l'Altiplà, resultat de la fugida d'aquests de les autoritats colonials. A partir de 1775, els franciscans van fundar reduccions a la zona de la serralada entre els avá guaraní, en les quals van incloure amb el temps també als weenhayek. Aquests últims es van refugiar en aquestes reduccions per escapar de les caceres que van emprendre contra ells hisendats i militars.
Després de la secularització de les missions el 1905 pels governs liberals, els indígenes van ser despullats de les seves terres per les concessions atorgades a empreses estrangeres o criolls. El 1915, els militars bolivians van convidar un grup d'homes weenhayek al seu fortí, i els van assassinant després. Durant la Guerra del Chaco, homes i dones weenhayek van ser incorporats en les activitats de l'exèrcit, treballant com chalaneros, guies o informants, mentre les dones van fer tasques domèstiques o la rentada de la roba. Altres van ser obligats a combatre en la guerra.
La fi de la guerra va portar de nou els terratinents de la regió, que van ocupar les regions riu avall. A partir de 1987, els weenhayek van prendre contacte amb la Confederación de Pueblos Indígenas de Bolivia (CIDOB), i van fundar el mateix any el Comitè Indígena Mataco. A partir de 1994, van incorporar als tapieté en la seva organització. Van adaptar amb ells el sistema de la capitania dels avá guaraní i van crear l'Organització de Capitans weenhayek i tapietés (ORCAWETA).
Pressionada per l'ONU per implementar el Conveni 169 de l'OIT en la legislació boliviana, es va triar el poble weenhayek com el primer a accedir a un territori propi, atorgant-los la propietat sobre gairebé 200.000 hectàrees. Els límits es van fixar sense consultar els indígenes, en conveni amb els terratinents de la regió, deixant als weenhayek només un ínfim tros de dos quilòmetres d'accés al riu Pilcomayo, una de les seves principals fonts de suport. Mitjançant 120 assentaments nous amb títols falsos, el territori weenhayek va ser reduït a 14.000 hectàrees. L'actual TCO dels weenhayek és resultat d'un nou processament efectuat durant el primer govern de Gonzalo Sánchez de Losada.

## Societat
Abans de la Guerra del Chaco, els weenhayek estaven organitzats sobre la base de famílies extenses, units per parentiu, anomenats wikyi, que al seu torn van formar grups d'entre 50 a 150 persones, anomenades wikyiwet, igualment units per parentiu o aliances matrimonials.
Els llogarets eren itinerants i construïts prop del riu. Des d'aquests llocs van emprendre expedicions de recol·lecció, especialment en temps quan estaven madures les fruites del garrofer. Homes i dones es complementen mitjançant una divisió de treball, on l'aportació de la dona és bàsic. La posició preponderant de la dona entre els pobles recol·lectors-caçadors es revela en el costum segons el qual és ella qui escull al marit i té l'alternativa en el festeig. Cada grup local estava liderat per un cap, Niyat, reconegut per la seva capacitat d'equilibrar tensions en la comunitat i representar el seu grup cap a fora. Els weenhayek eren guerrers que van portar com a trofeu el escalpe (cabellera arrancada amb la pell que conservaven com a trofeu de guerra) de la persona vençuda. En l'actualitat, els weenhayek van adoptar el sistema de la capitania dels avá guaraní.
Els weenhayek comprenen el cosmos com dividit en tres esferes: el món de dalt, considerat benèvol; la terra, on viu l'home i els éssers de la natura; i l'esfera de sota, esfera perillosa. Com tots els caçadors-recol·lectors, els weenhayek són grans coneixedors dels moviments que regeixen el seu ecosistema; són aquests moviments els que els avisin del moment o lloc adequat per emprendre les seves activitats. Igualment s'observen aquests moviments que els avisen l'arribada d'esdeveniments bons o dolents. Tots els éssers tenen ànima, poder i pensament, i se'ls ha de respecte. Mitjançant el cristianisme es va incorporar la idea d'un Déu creador en la cosmovisió weenhayek, però es pot observar la tendència d'una nova valoració del pensament tradicional.

## Economia
Es manté part de l'economia tradicional, basada en la recol·lecció, pesca i caça. Productes principals de la recol·lecció constitueixen els fruits del garrofer, arbre que abunda al Chaco. Les fruites del garrofer blanc serveixen, barrejades amb farina i aigua, com dolços, igual com a base per a la beguda anomenada chicha. La farina de la fruita es pot guardar per molt de temps. També com a base per a la farina, serveixen les llavors de les fruites del garrofer negre i over.
Amb la desaparició dels animals grossos, la carn generada per la caça es va reduir gairebé totalment als nyandús, iguanes i armadillos. També de gran importància és la pesca. Amb el major sedentarisme dels actuals weenhayek, ha guanyat camp l'agricultura o fins i tot l'horticultura, i la importància de generar ingressos en diners, mitjançant la comercialització de peix, artesania i mel, entre d'altres. Els grups s'han dividit les ribes del riu Pilcomayo per regular els drets de pesca en els temps quan els peixos recorren el riu en grans quantitats.

## El poble als darrers anys
Des de 1943, treballa entre els weenhayek la Missió Sueca Lliure, missió evangèlica que, al contrari de moltes altres d'aquestes missions, té una visió integral del desenvolupament dels pobles indígenes. En els anys ha aportat, mitjançant acords governamentals, la instal·lació d'escoles que inclouen la secundària, biblioteques, un hospital, una casa per a ancians i la formació de cooperatives de pesca.
La pesca per al consum particular i per a la comercialització s'ha vist minvada per la contaminació del riu Pilcomayo, que ja ha provocat serioses afeccions en els nadons.